# Maryke Brits
Maryke Brits (née le 25 février 1994) est une athlète sud-africaine, spécialiste du 100 mètres haies.

## Biographie
Elle remporte la médaille de bronze du 100 m haies lors des championnats d'Afrique 2016, à Durban, devancée par Claudia Heunis et Marthe Koala.

### Palmarès
| Date | Compétition            | Lieu   | Résultat | Épreuve          | Performance |
| ---- | ---------------------- | ------ | -------- | ---------------- | ----------- |
| 2016 | Championnats d'Afrique | Durban | 3e       | 100 m haies      | 13 s 47     |
| 2016 | Championnats d'Afrique | Durban | 6e       | Saut en longueur | 6,12 m      |

### Records
| Épreuve     | Performance | Lieu   | Date         |
| ----------- | ----------- | ------ | ------------ |
| 100 m haies | 13 s 47     | Durban | 23 juin 2017 |